# هانس ون دن بروک
هانس ون دن بروک (انگلیسی: Hans van den Broek; ۱۱ دسامبر ۱۹۳۶ – ۲۲ فوریهٔ ۲۰۲۵) سیاست‌مدار اهل پادشاهی هلند بود. وی از ۴ نوامبر ۱۹۸۲ تا ۳ ژانویه ۱۹۹۳ وزیر امور خارجه هلند بود.
هانس ون دن بروک در ۲۲ فوریه ۲۰۲۵، در سن ۸۸ سالگی درگذشت.
وی همچنین برندهٔ جوایزی همچون فرمانده ستاره‌دار نشان افتخار جمهوری لهستان شده است.